# Papa Silvestru al III-lea
Papa Silvestru al III-lea (nume laic: Ioan de Sabina; n. 1000, Roma, Statele Papale – d. anii 1060, Sabina⁠(d), Italia)  a fost ales  papă al Romei la insistențele crescențienilor (o familie de nobili romani) pe 13 sau pe 20 ianuarie 1045. Numele său înseamnă: pădurarul.
Partida crescențienilor  își pierduse puterea în 1012 în favoarea tusculanilor și voia să-și recapete influența anterioară prin ridicarea lui Silvestru în rang de papă. Se pare că Ioan, episcop de Sabina, n-a vrut să accepte alegerea lui din prima întrucât Benedict dispunea încă de mulți adepți. Conform altor surse, chiar ar fi plătit pentru demnitatea papală.
Într-adevăr, la sinodul de la Sutri (început:  20 dec. 1046) Silvestru a fost declarat "intrus" de către Partida tusculanilor, apoi demis (24 dec. 1046) și condamnat la detenție la mănăstire.
Se pare că a sa condamnarea a fost declarată nulă, fiindcă a rămas administratorul episcopatului său până la moartea lui. De diverse surse Silvestru al III-lea este considerat papă legitim, de altele anti-papă. O clarificare sigură a legitimități   acestui pontificatului  nu este posibilă.
Linkuri:
Silvester III. În: Biographisch-Bibliographisches Kirchenlexikon (BBKL)
1. ↑  Catholic-Hierarchy.org, accesat în 17 octombrie 2020